# Pericit
Pericít je celica, ki s prstastimi podaljški oklepa endotelijsko cev mikrožilja (kapilar in pokapilarnih venul). Periciti ležijo med duplikaturami bazalne lamine mikrožil in komunicirajo z endotelijskimi celicami z neposrednim fizičnim stikom z njimi ter posredno s parakrinim signaliziranjem. Morfologija, razporeditev, gostota in molekularne značilnosti pericitov se razlikujejo med organi in področji žilja. Periciti imajo različne funkcije, med drugim pomagajo pri vzdrževanju homeostaze in hemostaze v možganih, ki so organ z značilno obsežno prisotnostjo pericitov. V možganih  periciti tudi vzdržujejo krvno-možgansko pregrado. So tudi ključna sestavina živčno-žilnih  (nevrovaskularnih) enot, ki zajemajo endotelijske celice, astrocite in živčne celice.  Periciti sodelujejo pri uravnavanju krvnega pretoka skozi kapilare, in vitro pa se je tudi izkazalo, da sodelujejo pri odstranjevanju in fagocitozi celičnega drobirja.  Pomanjkanje pericitov v osrednjem živčevju poveča prepustnost krvno-možganske pregrade.